# مانفريد ريشيرت
مانفريد ريشيرت (بالألمانية: Manfred Reichert)‏ هو لاعب كرة قدم ألماني في مركز الدفاع، ولد في 29 أكتوبر 1940 في كونيغسبرغ في الإمبراطورية الروسية، وتوفي في 10 أبريل 2010 في رمشايد في ألمانيا. لعب مع نادي فوبرتال الرياضي.

## وصلات خارجية
- مانفريد ريشيرت على موقع قاعدة بيانات كرة القدم.إي يو (الإنجليزية)
- مانفريد ريشيرت على موقع بيانات كرة القدم. دي إي (الألمانية)
- مانفريد ريشيرت على موقع عالم كرة القدم.نت (الإنجليزية)